# 韋斯利·羅伯茨
韋斯利·羅伯茨（英語：Wesley Roberts，1997年6月24日—）是庫克群島男子游泳運動員，也是庫克群島多項游泳紀錄保持人。

## 個人生活
羅伯茨來自阿蒂烏島，就讀澳洲聯邦大學，正攻讀IT軟體開發學士學位。

## 游泳生涯
羅伯茨在2016年大洋洲游泳錦標賽奪得自由式400公尺和1500公尺的金牌。
羅伯茨代表庫克群島參加2016年夏季奧林匹克運動會男子1500公尺自由式項目。也代表庫克群島參加2020年夏季奧林匹克運動會男子200和400公尺自由式項目。